# Kučište
Kučište – wieś w Chorwacji, w żupanii dubrownicko-neretwiańskiej, w gminie Orebić. Jest położona na półwyspie Pelješac. W 2011 roku liczyła 217 mieszkańców.
W centrum znajdują się m.in.: barokowy kościół Trójcy Świętej (wybudowany w 1752 roku przez miejscowych robotników budowlanych) oraz malowniczy mały port dla łodzi. Regularnie wiejący mistral oraz Jugo sprawiają, że jest to jedno z lepszych miejsc do uprawiania windsurfingu w kraju. Z Kučišta rozpościera się widok na Korčulę.